# Haplogruppe T (Y-DNA)

Haplogruppe T

Haplogruppe T ist in der Humangenetik eine Haplogruppe des Y-Chromosoms. Von 2002 bis 2008 war sie bekannt als Haplogruppe K2. Sie ist nicht zu verwechseln mit der Haplogruppe T der mitochondrialen DNA (mtDNA).
Es wird allgemein aufgefasst, dass der genetische Marker UEP dem Einzelnukleotid-Polymorphismen M70 entspricht. Weitere SNPs, M184, M193, M272, gelten derzeit als phylogenetisch gleichwertig.

## Ursprung
Von K2-M70 wird angenommen, dass sie ursprünglich in Asien nach der Entstehung des K-M9-Polymorphismus (45-30 ky) entsprang. Wie aus den gemeinsamen Daten hervorgeht, wanderten K2-M70 Träger, zu einem späteren Zeitpunkt südlich bis nach Afrika. Während diese Chromosomen in relativ hoher Dichte in Ägypten, im Oman, in Tansania, in Äthiopien und Marokko vorkommen, tritt deren Gegenwart besonders bei den Fulbe (18 %) hervor, bei denen die bisher höchste Konzentration dieser Haplogruppe gefunden wurde.

## Verbreitung
Haplogroup T-M70 ist eine Haplogruppe, die nur in niedriger Frequenz vorkommt. Sie wurde bei den Sciacca (18 %), Fulbe (18 %), Eivissa (17 %), Stilfs (13,5 %), Xibe (12,5 %), in 10,4 % (21/201) der Somali, Oberägypten (10,3 %), Lasithi (8,7 %), in 8,3 % (10/121) der Omani, in 8,2 % (12/147) der Ägypter, Liébana (8,1 %), in 7,2 % (10/139) der Iraker, sowie bei Serben entdeckt (7,4 % nach Marjanovic et al.; 7,1 % nach Pericic et al.)
Andere Regionen, in denen die Haplogruppe in signifikanten Mengen gefunden wurde, sind Südindien, Vereinigte Arabische Emirate (8/164 oder 4,9 %), Äthiopien (6/126 oder 4,8 %), Libanon (43/914 oder 4,7 %), das Volk der Iraqw in Tansania (2/43 or 4,7 %), Ostindien (14/367 oder 3,8 %), Südiran (4/117 or 3,4 %), Türkei (13/523 oder 2,5 %), und die Iberische Halbinsel (16/629 oder 2,5 %) (18/305 oder 5,9 %) Nach diesen Daten, die durch kommerzielle DNA-Tests gewonnen wurden, gehören 3,9 % der Italiener zu dieser Haplogruppe. Vermutlich 3 % der Sephardim und 2 % der Aschkenasim gehören zu Haplogruppe T.
Die Verteilung der Haplogruppe T in den meisten Teilen Europas ist sehr gering oder regional begrenzt, z. B. wurde diese Haplogruppe in 1,7 % (10/591) eines Pools von sechs Proben von Männern aus dem Südwesten Russlands, einschließlich Russen von Roslawl, Livny, Pristen, Repievka, Belgorod und Kubankosaken von Adygeja gefunden, aber sie fehlte in einem Pool von acht Proben von insgesamt 637 Personen aus der nördlichen Hälfte des europäischen Russlands.
Unter der Bevölkerung Indiens fiel auf, dass die Haplogruppe T besonders häufig unter den Bauri, einer Dalit-Kaste von Fischern in Ostindien, und den Kurru (auch bekannt als Yerukula), einem Stamm der Drawiden im Süden Indiens vorkam.